# Embley Park
Embley Park, en Wellow, cerca de Romsey, Hampshire, fue la residencia familiar de Florence Nightingale desde 1825 hasta 1896. Es también el lugar donde, según su afirmación, recibió la  llamada de Dios que la inspiró a dedicarse a la enfermería. Actualmente alberga una escuela mixta para alumnos de 3 a 18 años.

## La casa
En 1825, William Edward Nightingale, padre de Florence Nightingale, adquirió la casa de Embley Park como residencia permanente a su regreso de Florencia, entonces capital del Gran Ducado de Toscana. En 1827 la familia Nightingale adquirió Lea Hurst, en la parroquia de Dethick, Lea and Holloway (Derbyshire) como residencia de verano.
La familia Nightingale eligió esta residencia de arquitectura isabelina no solo por su cercanía a Londres sino porque las dos hermanas casadas de Frances «Fanny», madre de Florence, también se encontraban cerca.
Desde mediados del siglo IX ya existía una granja en el lugar, pero la mayor parte de la edificación principal fue construida entre los siglos XVI y XVII. Fue ampliada y reformada por William Nightingale entre 1837 y 1839.
Embley Park es la más grande de ambas residencias y está enclavada en un terreno de más de 1.600 hectáreas. Su estilo arquitectónico pertenece a los últimos años de la época georgiana.
Florence Nightingale proclamó haber recibido su primera llamada divina en 1837 mientras se encontraba en Embley, sentada bajo un árbol de cedro. Luego de retornar de la guerra de Crimea, se estableció aquí hasta que regresó a Londres. Luego de su muerte en Londres en 1910, su cuerpo fue trasladado por tren a Romsey y su féretro fue llevado desde la estación hasta la Iglesia de St. Margaret en East Wellow donde está sepultada.
Debido a la enfermedad que la aquejaba, Florence visitó Embley Park por última vez en el verano de 1891, a la edad de 71 años. Fue sepultada en el cercano cementerio de Wellow. En 1896 la residencia fue vendida.
En 1946 Embley Park fue transformada en internado para varones entre 11 y 18 años. En 1996, la escuela se fusionó con una escuela exclusiva para el sexo femenino, con sede en Romsey, anteriormente conocida como La Sagesse Convent. A partir de entonces se transformó en escuela mixta para alumnos de 3 a 18 años. En 2006 volvió a fusionarse con otra escuela, The Atherley School, y pasó a llamarse Hampshire Collegiate School.